# Elle Fanning
Pour les articles homonymes, voir Fanning (homonymie).
Elle Fanning [ɛl ˈfænɪŋ], née le 9 avril 1998 à Conyers dans l'État de Géorgie, est une actrice américaine.
Elle est révélée au grand public en 2011 en tenant les premiers rôles féminins de Somewhere de Sofia Coppola, et de Super 8 de J. J. Abrams.
En 2014, Elle Fanning incarne la Princesse Aurore, la Belle au bois dormant, dans le blockbuster et remake film de Disney Maléfique, et en 2016, Jesse dans le thriller The Neon Demon, de Nicolas Winding Refn.

## Biographie

### Jeunesse et formation
Mary Elle Fanning est la fille de Joy (née Arrington), joueuse de tennis professionnelle, et de Steve Fanning, ancien joueur de baseball pour l'équipe les Cardinals de Saint-Louis et actuel vendeur en matériels électroniques à Los Angeles. Son grand-père maternel est le joueur de football Rick Arrington, et sa tante la reporter Jill Arrington pour ESPN, chaîne de télévision consacrée au sport.
Elle est la sœur de Dakota Fanning, également actrice. Sa famille et elle-même sont membres de la Convention baptiste du Sud.
Elle pratique la danse classique et prend des cours de piano. Au magazine Phosphore, elle confie ainsi : « Je suis des cours de ballet. Cinq fois par semaine. J’adore ça. » et glisse : « Je prends aussi des cours de chant. Et j’adore écrire. J’invente des histoires, des nouvelles. J’ai écrit un scénario pour un film quand j’avais 8 ans. Mais quand je serai plus grande, j’en écrirai un autre et je le réaliserai. J’adorerai ça. »

### Carrière

#### Années 2000: débuts et révélation
Elle débute au cinéma à l'âge de 18 mois en jouant le rôle de sa sœur Dakota Fanning plus jeune dans le film Sam, je suis Sam et dans la série Disparition (Taken). Il faut attendre 2003 et la sortie du film École paternelle pour la voir enfin obtenir un rôle dans un film dans lequel sa sœur ne joue pas, puis la sortie du film Lignes de vie (The Door in the Floor), aux côtés de Kim Basinger et Jeff Bridges. Les producteurs du film avaient originellement projeté d'engager des jumelles étant donné le rythme effréné du tournage, mais furent si impressionnés par Elle, qu'elle interpréta son personnage Ruth Cole entièrement. La même année, elle apparaît dans la comédie dramatique Winn-Dixie mon meilleur ami, dans le rôle de Sweetie Pie Thomas.
En 2005, elle donne la réplique aux stars Brad Pitt et Cate Blanchett dans le film Babel. Deux ans plus tard, elle les retrouve dans L'Étrange Histoire de Benjamin Button, de David Fincher, où elle joue la version jeune du personnage de Cate Blanchett. Début 2007, elle fait partie de la distribution du pilote de la série Dirty Sexy Money, mais elle est remplacée une fois la série commandée par la chaîne ABC.
La fin des années 2000 lui permet d'être choisie pour une poignée de premiers rôles.
Sofia Coppola lui confie en effet le premier rôle féminin de son quatrième long-métrage, le drame indépendant Somewhere, lui permettant de succéder à Kirsten Dunst et Scarlett Johansson, les précédentes jeunes actrices blondes héroïnes dirigées par la jeune cinéaste, et révélant son potentiel. Elle y interprête le rôle d'une fille de 11 ans, en manque d’amour paternel.
Le film déçoit la critique et au box-office, mais les performances des acteurs, et en particulier de Fanning, sont saluées. Suffisamment pour qu'un autre cinéaste, J. J. Abrams, lui confie le premier rôle féminin de son blockbuster Super 8, produit par Steven Spielberg. La jeune actrice y incarne Alice Dainard, une fille débrouillarde qui veut à tout prix fuir son père ivre en tournant un film d'horreur amateur avec des amis. Sorti durant l'été 2011, le film connaît un large succès critique et commercial.
Francis Ford Coppola, également convaincu par la jeune comédienne, lui confie un rôle dans son film indépendant, sorti discrètement à la fin de l'année, Twixt. Cette année lui permet ainsi de s'imposer médiatiquement : début 2011, elle figure dans le court-métrage The Curve of Forgotten Things, réalisé par Todd Cole, qui met en avant la collection printemps-été 2011 de Rodarte.

#### Années 2010: ascension

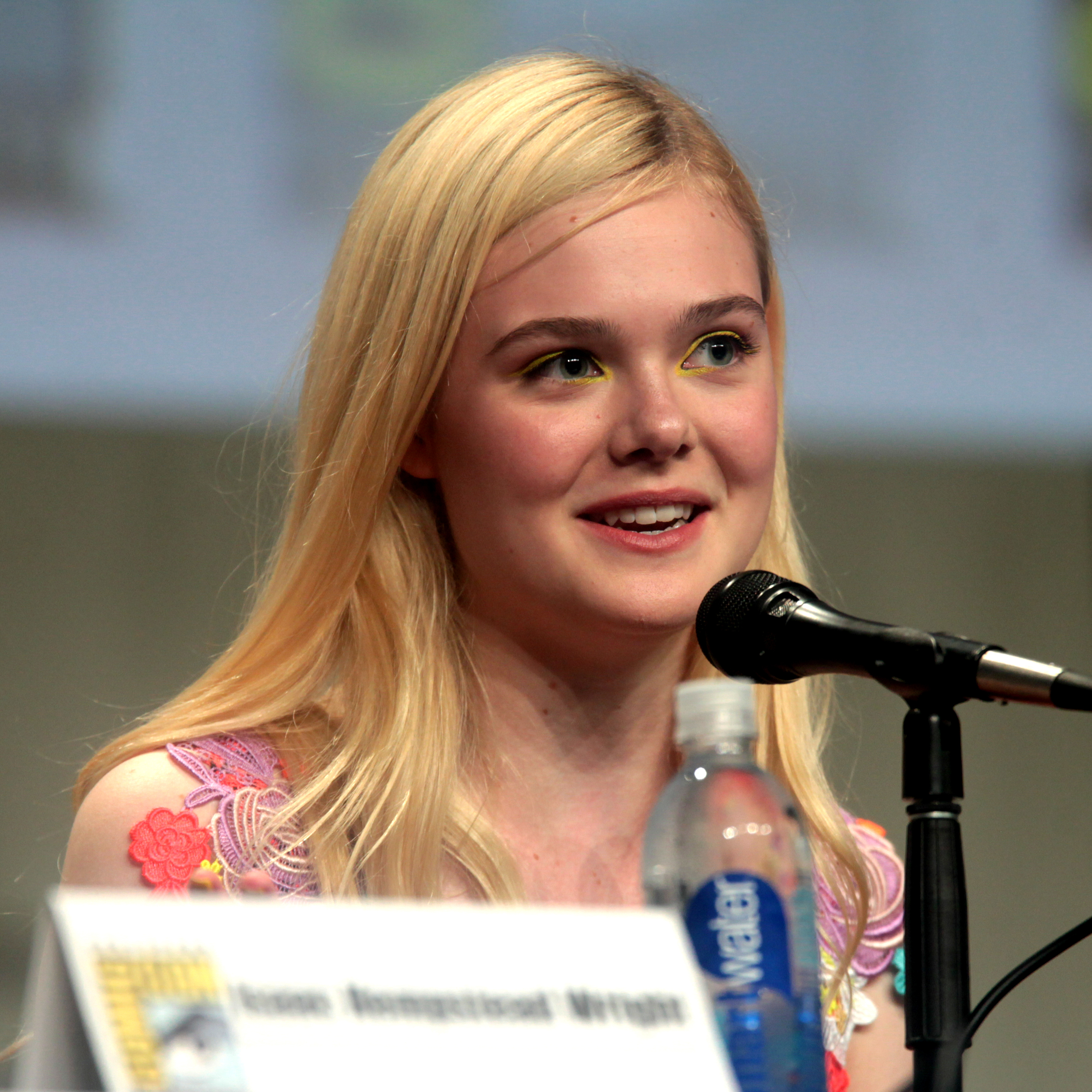
L'actrice au San Diego Comic-Con 2014, pour la promotion de Les Boxtrolls.

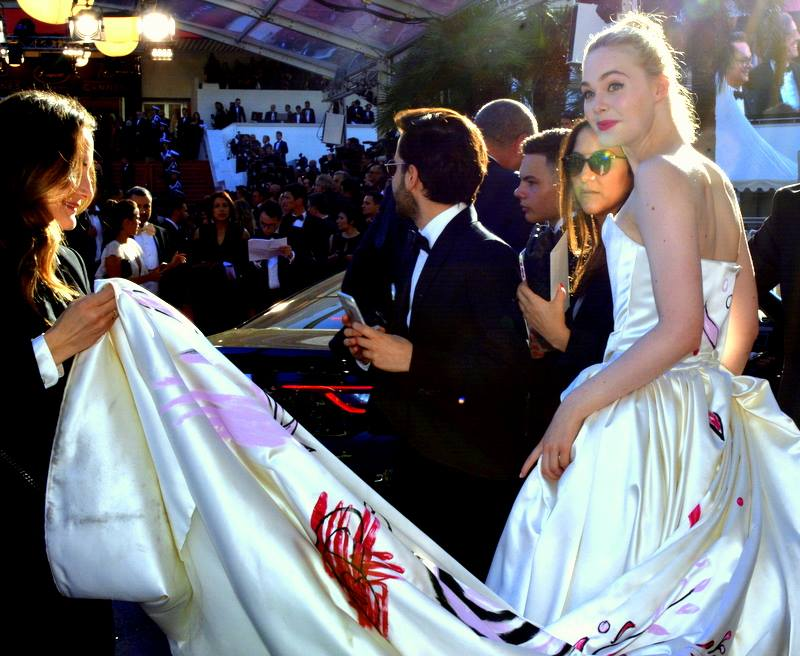
L'actrice au Festival de Cannes 2017, pour la présentation de How to Talk to Girls at Parties.

En 2012, elle est dirigée par un autre réalisateur reconnu, Cameron Crowe, qui la dirige dans la comédie dramatique familiale Nouveau Départ, où elle évolue aux côtés de Matt Damon et Scarlett Johansson. Le film connait un joli succès durant les fêtes de fin d'année. Durant la même période, elle tourne dans un clip pour le groupe Sigur Rós Leaning Towards Solace (Tendre vers le réconfort) accompagnée de John Hawkes et réalisé par Floria Sigismondi et qui regroupe les titres Dauðalogn et Varúð tirés de l'album Valtari. Ce clip entre dans le cadre d'un projet, The Valtari Music Experiment, dans lequel le groupe de musique a demandé à une dizaine de réalisateurs de réaliser des clips pour huit titres de leur dernier album.
Et cette même année, les studios Disney la choisissent surtout pour prêter ses traits à la  princesse Aurore, la Belle au bois dormant, pour le blockbuster film de Disney Maléfique, porté par Angelina Jolie dans le rôle-titre, et prévu pour 2014. Et parallèlement, elle est choisie pour incarner la marque de parfum  Lolita Lempicka.
Entre-temps, elle est à l'affiche du drame indépendant britannique Ginger and Rosa, de Sally Potter, qu'elle porte avec la jeune Alice Englert, et sorti discrètement début 2013, malgré d'excellentes critiques, et une poignée de récompenses, notamment pour sa performance ; puis elle évolue dans le film de science-fiction sud-africain Young Ones, écrit et réalisé par Jake Paltrow, aux côtés de Michael Shannon, Nicholas Hoult et Kodi Smit-McPhee, qui passe cependant inaperçu.
Fin 2014, le succès critique et commercial mondial du blockbuster Maléfique est accompagné de l'annonce d'une suite, toujours avec les mêmes actrices.
En 2015, elle évolue dans le biopic Dalton Trumbo, de Jay Roach, où elle prête ses traits à la fille du rôle-titre incarné par Bryan Cranston. Et poursuit dans une veine indépendante hollywoodienne en évoluant aux côtés des actrices confirmées Naomi Watts et Susan Sarandon pour le drame About Ray. Mais ce long-métrage écrit et réalisé par Gaby Dellal voit sa sortie en salles annulée et reportée à une date indéterminée.

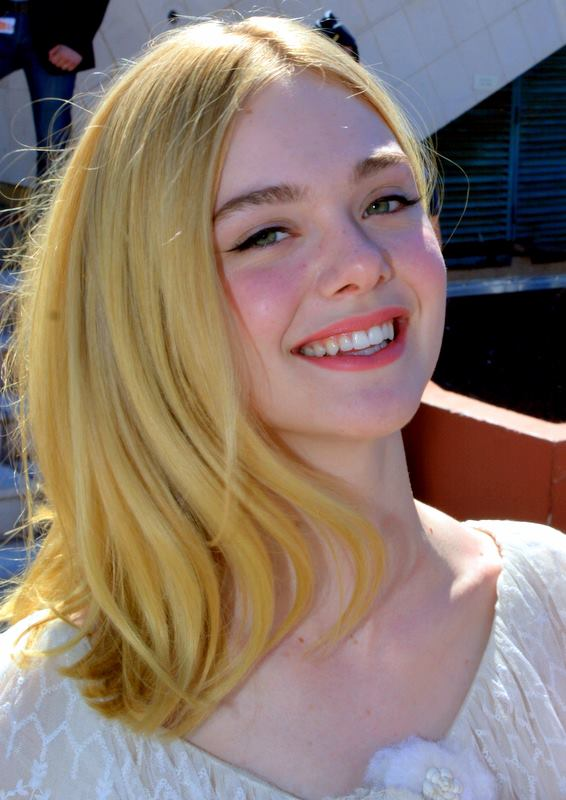
Lors du Festival de Cannes 2016.

Début 2016, elle fait forte impression au Festival de Cannes en portant le thriller psychologique indépendant The Neon Demon de Nicolas Winding Refn, qui essuie néanmoins des critiques très mitigées. Elle sera également cette même année une des invitées du concert de Woodkid au Montreux Jazz Festival.
En 2017, elle est à l'affiche de la quatrième réalisation de Ben Affleck, Live by Night. Elle tient aussi l'un des rôles principaux de How to Talk to Girls at Parties de John Cameron Mitchell ainsi que Les Proies de Sofia Coppola avec Nicole Kidman et Kirsten Dunst, tous deux présentés à Cannes la même année. Dans un second temps, elle est l'égérie de l'Oréal Paris et présente un nouveau mascara dans une publicité "Extatic Paradise". En 2018 elle apparaît dans une publicité concernant un highlighter (gouttes illuminatrices) de l'Oréal Paris "Glow mon amour". Elle figure au casting du dernier film de Woody Allen : Un jour de pluie à New York, où elle partage l'affiche avec Timothée Chalamet.
En 2018, elle incarne l’auteure Mary Shelley dans le film même nom.
En 2019, elle est membre du jury au Festival de Cannes sous la présidence d'Alejandro González Iñarritu qui l'avait auparavant dirigée dans Babel.

#### Années 2020: projets d’envergure
En 2020, elle incarne le rôle principal du prochain film de Sally Potter, un drame intitulé Molly aux côtés de Javier Bardem, Chris Rock, Laura Linney et Salma Hayek. Elle retrouvera Mélanie Laurent, qui l'avait dirigée dans Galveston, pour un film historique intitulé The Nightingale dans lequel elle jouera pour la première fois aux côtés de sa sœur Dakota Fanning.
L'actrice doit également tenir un rôle dans le jeu vidéo en développement Death Stranding 2: On the Beach d'Hideo Kojima, dont la sortie est prévue pour 2025, aux côtés de Norman Reedus et Léa Seydoux.

### Vie privée
En 2019, elle est en couple avec l'acteur Max Minghella mais ils se séparent en 2023. Depuis fin 2023, elle est en couple avec le PDG de Rolling Stone, Gus Wenner.

## Filmographie

### Cinéma

#### Années 2000
- 2001 : Sam, je suis Sam de Jessie Nelson : Lucie à 2 ans
- 2003 : École paternelle de Steve Carr : Jamie
- 2004 : Lignes de vie de Tod Williams : Ruth Coler
- 2005 : Winn-Dixie mon meilleur ami de Wayne Wang : Sweetie Pie Thomas
- 2006 : Déjà vu de Tony Scott : Abbey
- 2006 : Babel d'Alejandro González Iñárritu : Debbi Jones
- 2007 : Reservation Road de Terry George : Emma Learner
- 2008 : Phoebe in Wonderland de Daniel Barnz : Phoebe
- 2008 : L’Étrange Histoire de Benjamin Button de David Fincher : Daisy à 7 ans
- 2009 : Astro Boy de David Bowers : Grace (voix originale)

#### Années 2010
- 2010 : Somewhere de Sofia Coppola : Cleo
- 2010 : The Nutcracker in 3D de Andreï Kontchalovski : Mary
- 2011 : Super 8 de J. J. Abrams : Alice Dainard
- 2011 : Twixt de Francis Ford Coppola : Virginia
- 2011 : Nouveau Départ de Cameron Crowe : Lily Miska
- 2012 : Ginger & Rosa de Sally Potter : Ginger
- 2014 : Maléfique de Robert Stromberg : la Princesse Aurore, la Belle au bois dormant
- 2014 : Young Ones de Jake Paltrow : Mary Holm
- 2014 : Les Boxtrolls d'Anthony Stacchi : Winnifred
- 2014 : Low Down de Jeff Preiss :Amy-Jo Albany
- 2015 : Dalton Trumbo de Jay Roach : Nikola Trumbo
- 2015 : About Ray (Three Generations) de Gaby Dellal : Ray
- 2016 : The Neon Demon de Nicolas Winding Refn : Jesse
- 2016 : Ballerina d'Éric Summer et Eric Warin : Félicie
- 2016 : 20th Century Women de Mike Mills : Julie
- 2016 : Live by Night de Ben Affleck : Loretta Figgis
- 2017 : Sidney Hall de Shawn Christensen : Melody
- 2017 : Les Proies de Sofia Coppola : Alicia
- 2017 : How to Talk to Girls at Parties de John Cameron Mitchell : Zan
- 2017 : Mary Shelley d'Haifaa al-Mansour : Mary Shelley
- 2018 : Seuls sur Terre (I Think We're Alone Now) de Reed Morano : Grace
- 2018 : Galveston de Mélanie Laurent : Raquel Arceneaux
- 2018 : Teen Spirit de Max Minghella : Violet
- 2019 : Un jour de pluie à New York (A Rainy Day in New York) de Woody Allen : Ashleigh
- 2019 : Maléfique : Le Pouvoir du Mal (Maleficent: Mistress of Evil) de Joachim Rønning : la Princesse Aurore, la Belle au bois dormant

#### Années 2020
- 2020 : Tous nos jours parfaits (All the Bright Places) de Brett Haley : Violet Markey
- 2020 : The Roads Not Taken de Sally Potter : Molly
- 2024 : Un parfait inconnu (A Complete Unknown) de James Mangold : Sylvie Russo
- 2025 : Predator: Badlands de Dan Trachtenberg : Thia
- 2025 : Valeur sentimentale de Joachim Trier : Rachel Kemp

### Télévision

#### Séries télévisées
- 2002 : Disparition : Allison Clarke à 3 ans (saison 1, épisode 6 : Charlie and Lisa)
- 2003 : Amy : Rochelle Cobbs (saison 4, épisode 15 : Maxine Interrupted)
- 2004 : Les Experts : Miami : Molly Walker (saison 2, épisode 4 : Death Grip)
- 2004 : Les Experts : Manhattan : Jenny Como (saison 1, épisode 9 : Officer Blue)
- 2006 : New York, unité spéciale : Eden (saison 8, épisode 8 : Cage)
- 2006 : The Lost Room : Anna Miller
- 2007 : Dr House : Stella Dalton (saison 2, épisode 11 : Need to Know)
- 2007–2008 : Esprits criminels : Tracy Belle (saison 2, épisodes 6 et 23 : Tueurs d'enfants, partie 2 et Le Retour de Frank)
- 2007 : Dirty Sexy Money : Kiki George (saison 1, épisode 1 : Pilot)
- 2007–2008 : Neglected
- 2014 : HitRECord on TV : Daughter (saison 1, épisode 1 : RE: The Number One segment "First Stars I See Tonight")
- 2020–2023 : The Great : Catherine II de Russie
- 2022 : The Girl from Plainville : Michelle Carter (8 épisodes)

#### Téléfilms
- 2006 : Take 3 de Georgette Hayden : Rebecca Bullard

### Jeu vidéo
- 2025 : Death Stranding 2: On the Beach : Tomorrow[8]

## Voix francophones
En France, Lou Lévy et Zina Khakhoulia sont les voix régulières en alternance d'Elle Fanning.
Au Québec, Juliette Mondoux est la voix régulière de l'actrice. Ludivine Reding l'a également doublé à trois reprises.
En France
| - Lou Lévy dans : - Young Ones - Maléfique - About Ray - Maléfique : Le Pouvoir du mal - Tous nos jours parfaits - Zina Khakhoulia dans : - Sidney Hall - Galveston - The Great (série télévisée) - The Girl from Plainville (série télévisée) - Éloïse Brannens dans : - Somewhere - Twixt - Nouveau Départ - Manon Corneille dans : - The Lost Room (série télévisée) - Déjà Vu | - Fanny Bloc dans : - Live by Night - Les Proies - Rebecca Benhamour dans : - Teen Spirit - Un parfait inconnu Et aussi - Andréa Salaun dans Winn-Dixie mon meilleur ami - Alice Orsat dans Reservation Road - Camille Timmerman dans Dirty Sexy Money (série télévisée) - Émilie Rault dans L'Étrange Histoire de Benjamin Button - Claire Bouanich dans Super 8 - Adèle Ferrier dans Les Boxtrolls (voix) - Camille Donda dans Low Down - Charlotte Piazza (*? - 2021) dans The Neon Demon - Helena Coppejans (Belgique) dans Un jour de pluie à New York |

Au Québec
| - Juliette Mondoux dans : - La Trappe dans le plancher - Au bout de la route - Nous avons acheté un zoo - Twixt - Ils vivent la nuit - Ludivine Reding dans : - Maléfique - Dalton Trumbo - Maléfique : Maîtresse du mal | et aussi - Laurie Mastropietro dans Super 8 - Célia Gouin-Arsenault dans Trolls en boîte (voix) |